# Taweriwka (obwód połtawski)
Taweriwka (ukr. Таверівка) – wieś na Ukrainie, w obwodzie połtawskim, w rejonie połtawskim, w hromadzie Czutowe. W 2001 liczyła 603 mieszkańców, spośród których 562 wskazało jako ojczysty język ukraiński, 19 rosyjski, 4 białoruski, 17 ormiański, a 1 inny.